# Günter Gentz
Günter Gentz (* 11. November 1912 in Hannover; † 30. März 1942 in der Sowjetunion) war ein deutscher evangelischer Theologe. Sein Schwerpunkt war die griechische Kirchengeschichte.

## Leben
Günter Gentz wuchs in Hannover und Koblenz auf. Von 1931 bis 1936 studierte er an der Berliner Universität evangelische Theologie. Nach den beiden theologischen Examina war er Hilfspfarrer in einer Berliner Vorortgemeinde.
Neben dem Pfarramt war Gentz wissenschaftlich tätig. Am 18. Juni 1938 bestand er die Lizentiatenprüfung, am 11. Juli 1940 wurde er zum D. theol. promoviert. Sein Forschungsgebiet war die antike und mittelalterliche Kirchengeschichte, die in Berlin besonders Hans Lietzmann vertrat. Gemeinsam mit Hans-Georg Opitz arbeitete Gentz in der Berliner Kirchenväterkommission, wo er Vorarbeiten für die kritischen Editionen des Sokrates Scholastikos und des Theodorus Lector leistete. Ein selbständiges Forschungsgebiet fand Gentz in der spätbyzantinischen Kirchengeschichte des Nikephoros Kallistos, dessen Quellen er grundlegend untersuchte. Nebenbei verfasste Gentz Zeitschriftenaufsätze und Artikel für die Realenzyklopädie der klassischen Altertumswissenschaft (RE: Ostern, Philostorgios [3]) sowie für das Reallexikon für Antike und Christentum (RAC).
Nach dem Ausbruch des Zweiten Weltkriegs wurde Gentz zum Militärdienst eingezogen. Er nahm als Gefreiter der Feldgendarmerie am Russlandfeldzug teil. Am 30. März fiel er „nach schwerer Verwundung im Kampf mit Partisanen“ (Eltester).
Gentz’ Quellenuntersuchung zu Nikephoros Kallistos wurde nach seinem Tod von Friedhelm Winkelmann bearbeitet und erschien postum 1966.

## Schriften (Auswahl)
- Philostorgios 3. In: Paulys Realencyclopädie der classischen Altertumswissenschaft (RE). Band XX,1, Stuttgart 1941, Sp. 119–122.
- Ostern. In: Paulys Realencyclopädie der classischen Altertumswissenschaft (RE). Band XVIII,2, Stuttgart 1942, Sp. 1647–1653.
- Apollinaris von Laodicea. In: Reallexikon für Antike und Christentum (RAC). Band I (1950), Sp. 520–522
- Aquarii. In: Reallexikon für Antike und Christentum (RAC). Band I (1950), Sp. 574–575
- Arianer. In: Reallexikon für Antike und Christentum (RAC). Band I (1950), Sp. 647–652
- Athanasius. In: Reallexikon für Antike und Christentum (RAC). Band I (1950), Sp. 860–866
- Die Kirchengeschichte des Nicephorus Callistus Xanthopulus und ihre Quellen. Nachgelassene Untersuchungen von Günter Gentz †. Überarbeitet und erweitert von Friedhelm Winkelmann. Berlin 1966